# تشرنوتس
تشرنوتس (به چکی: Černuc) یک منطقهٔ مسکونی در جمهوری چک است که در شهرستان کلادنو واقع شده‌است.